# Thomas Gordon
Thomas Gordon (Kalifornia, 1918. március 11. – Kalifornia, 2002. augusztus 26.) széles körben ismert úttörője a kommunikációs készségek és a konfliktuskezelés módszereinek oktatásában szülők, tanárok, fiatalok, vezetők és alkalmazottaik számára. Az általa kifejlesztett Gordon Modell koncepció ma már világszerte ismert.

## Munkássága
Dr. Thomas Gordon volt az alapítója Gordon Training International-nek (GTI), melynek küldetését Magyarországon a Gordon Kiadó Magyarország Kft. és a LET Hungary Kft. teljesítik.
Engedéllyel rendelkező klinikai szakpszichológus, Dr. Gordon BA-diplomát szerzett a Depauw Egyetemen, MA-diplomáját az Ohio Állami Egyetemen szerezte, valamint doktori címet szerzett a Chicagói Egyetemen, ahol öt évet tanított a tanszéken. 1942-1946-ban az Amerikai Hadsereg légierejénél szolgált.
Könyvei 32 nyelven, és több mint 6 millió példányban keltek el világszerte.
Ezen felül, Dr. Gordon több mint 50 cikket közölt szervezeti vezetésről, kommunikációról, tanácsadásról, fegyelemről, családról, konfliktuskezelésről és a demokratikus döntéshozatalról.
A Szülői Eredményesség Tréning (PET) program, amit 1962-ben mutatott be, széles körben az első készség-alapú képzési programként ismerik szülők számára. Ez indította el a szülők képzése mozgalom elterjedését az Egyesült Államokban. Mára több mint egymillió szülő a világ több mint 50 országban tanulta meg módszereit.
A PET-könyvet 2000-ben a GTI felülvizsgálta és frissítette. A PET program (SZET) és a tanfolyam anyagok rendszeresen újulnak.
A Tanári Eredményesség Tréning (TET) programot 1965-ben vezették be, válaszul a szülők igényeire, akik azt akarták, hogy gyermekeiket az iskolában is ugyanúgy kezeljék, mint otthon. A TET-et akkreditált tanfolyamként tanították több százezer tanárnak az Egyesült Államokban és számos külföldi országban. A TET könyvet 2003-ban felülvizsgálták, és a TET workshop anyagokat többször átdolgozták és frissítették.
A Vezetői Eredményesség Tréning (LET, magyarul VET) programot 1957-ben mutatták be, és többször is módosították azóta. A VET-et az Egyesült Államokban és világszerte vállalatok és kisebb cégek százainál tanították már, köztük számos Fortune 500 vállalatnál is. Dr. Gordont a demokratikus és együttműködésen alapuló vezetési modell kifejlesztésének úttörőjeként és az ehhez szükséges hatékony kommunikációs/társalgó és konfliktuskezelő/ ütközés-hárító képesség kifejlesztőjeként tartják számon. 
Dr. Gordon az Amerikai Pszichológiai Társaság (American Psychological Association) munkatársa volt és tagja a Béke Pszichológia divíziónak (Division of Peace Psychology). Valamint tagja volt az Országos Béke Alapítványnak (National Peace Foundation), a Humanisztikus Pszichológia Szövetségének (Association of Humanistic Psychology), valamint elnöke volt a Kaliforniai Pszichológiai Társaságnak (California Psychological Association).

## Díjak
Ő vette át elsőként a Carrier Achievement Award díjat az Országos Szülői Oktatók Egyesületétől. Tanácsadója volt az 1970-es Fehér Ház-beli „Konferencia A Gyermekekről”-nek és meghívott előadója a Fehér Háznak.
Dr. Gordont Nobel-békedíjra jelölték 1997-ben, 1998-ban és 1999-ben.1999-ben neki ítélték az Amerikai Pszichológiai Alapítvány Aranyérem díját Tartós Hozzájárulásért a Közérdekű Pszichológiában. 2000-ben Életműdíjat nyert a Kaliforniai Pszichológiai Társaságtól.

## Családja
Felesége Linda Adams, jelenleg elnök-vezérigazgatója a Gordon Training Internationalnek. Két felnőtt lánya, két unokája és három dédunokája van.

## Művei

### Magyarul
- A szülői eredményesség tanulása. Munkafüzet. Gordon-iskola; szerk. Thomas Gordon, Kathleen Cornelius, Ralph Jones, ford. F. Várkonyi Zsuzsa; Lares Alapítvány, Bp., 1988 (Lares füzetek)
- A tanári hatékonyság fejlesztése. A T.E.T.-módszer; ford. Gorzó Andrea; Gondolat, Bp., 1989
- P.E.T. A szülői eredményesség tanulása; ford. F. Várkonyi Zsuzsa; Gondolat, Bp., 1990
- Vezetői eredményesség tréning. V.E.T.; ford. Sziklai Hella; Studium Effektive, Balatonfenyves, 1993
  - (Vezetők könyve. A fejlett világ sikeres vezetési gyakorlata. V.E.T. címen is)
- Tanítsd gyermeked önfegyelemre! A "kézi vezérlés" helyett – otthon és az iskolában; ford. Megyes Andrea; Studium Effektive, Balatonfenyves, 1994
- P.E.T. A szülői eredményesség tanulása. A gyereknevelés aranykönyve; ford. F. Várkonyi Zsuzsa; Assertiv, Bp., 1998 (Gordon könyvek)
- A szülői eredményesség tanulása. Sz. E. T.; Thomas Gordon A Szülői Eredményesség Tanulása című munkafüzete alapján F. Várkonyi Zsuzsa, Vízi Bea.; Gordon Iskola, Bp., 2001
- Thomas Gordon–Noel Burch: Emberi kapcsolatok. Hogyan építhetjük, hogyan rontjuk el; ford. Csepiga Zoltán; Assertiv, Bp., 2001 (Gordon könyvek)
- Sikerre ítélve. Tony Gordon sztártanácsadó útmutatásai; ford. Császtiné Ottlik Anikó, Józsa Gabriella; Talento, Bp., 2011 (Iránytű biztosításértékesítési könyvtár)
- Vezetők könyve. A fejlett világ sikeres vezetési gyakorlata. V.E.T.; ford. Sziklai Hella; Gordon, Balatonendréd, 2013 (Gordon könyvek)
  - (Vezetői eredményesség tréning címen is)
- Szülők és gyermeknevelők eredményességi tréningje. Munkatankönyv; Thomas Gordon nyomán Kálnai Katalin, Kiss Éva; Magyar Gordon Iskola Egyesület, Bp., 2015
- Sikerre ítélve. Egy sztártanácsadó útmutatásai; ford. Császtiné Ottlik Anikó, Józsa Gabriella, átdolg. Koppány Emese; 2. átdolg. kiad.; Piano Plusz Kft., Bp., 2016 (Iránytű pénzügyi tanácsadói könyvtár)
- T.E.T. Tanári eredményesség tanulása. Munkafüzet; Thomas Gordon alapján Kálnai Katalin, Kiss Éva, Tódor Marina; Gordon, Balatonendréd, 2017
- P.E.T. A gyereknevelés aranykönyve; ford. F. Várkonyi Zsuzsa, Szomora Virág; Gordon, Balatonendréd, 2021 (Gordon könyvek)
  - (P.E.T. A szülői eredményesség tanulása címen is)
- Tanári Eredményesség Tréning (TET)

### Egyéb, magyarul meg nem jelent könyvei
- Sales effectiveness Training (társszerző Carl Zaiss)
- Making the patient your partner (társszerző W. Sterling Edwards, MD)
- Group-centered Leadership. Boston, 1955